# Poyenberg
Poyenberg er en by og kommune i det nordlige Tyskland, beliggende i Amt Kellinghusen i den nordøstlige del af Kreis Steinburg. Kreis Steinburg ligger i den sydvestlige del af delstaten Slesvig-Holsten.

## Geografi
Poyenberg ligger ved udkanten af Naturpark Aukrug, 7 km sydøst for Hohenwestedt. Vandløbene Poyenberger Bek, Buckener Au og Mühlenbach løber gennem kommunen.
I kommunen ligger bebyggelserne Poyenberger Kamp og Joachimsquelle.
På byens sportsplads afholdes hvert år Irish Folk Open Air Poyenberg.